# Giuseppe Parini
Giuseppe Parini, nato Giuseppe Parino (Bosisio, 23 maggio 1729 – Milano, 15 agosto 1799), è stato un poeta e abate italiano.
Membro dell'Accademia dei Trasformati, fu uno dei massimi esponenti dell'illuminismo e del neoclassicismo in Italia.

## Biografia

### Le origini e la formazione
Ultimogenito di Francesco Maria, un modesto mercante di stoffe, e di Angiola Maria Caspani, Giuseppe Parini si formò, inizialmente, presso i sacerdoti del suo paese nativo. Il parroco di Canzo, Ambrogio Fioroni, lo mette in contatto ancora giovane con l'ambiente culturale milanese. Studia presso le scuole di Sant'Alessandro (o Arcimbolde), tenute dai barnabiti, dove fu ospite della prozia Anna Maria Parini vedova Lattuada, che si addossò le spese per l'educazione del pronipote solo se questi avesse deciso di prendere gli ordini sacerdotali. Nel 1753, dopo la pubblicazione della raccolta Alcune poesie di Ripano Eupilino, il giovane poeta poté essere accolto nell'Accademia dei Trasformati che si radunava in casa del conte Giuseppe Maria Imbonati ed era formata dai maggiori rappresentanti della cultura milanese, dove troverà amici e protettori. La Milano in cui il giovane chierico si stava affacciando era pervasa da un rinnovato senso della bellezza e del dialogo, serena finalmente dopo le varie guerre di successione, l'ultima delle quali, quella austriaca, pose Milano definitivamente nell'orbita dell'impero asburgico, dando inizio ad un periodo di prosperità e di pace.

### Parini precettore

#### L'ordinazione sacerdotale e il soggiorno presso i Serbelloni

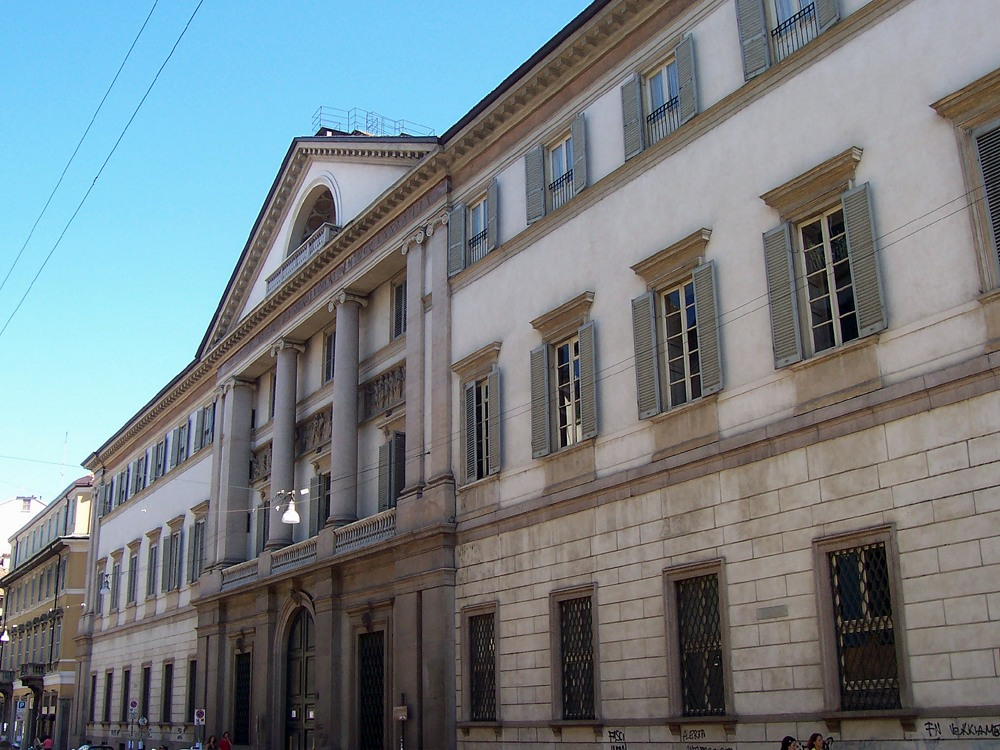
Palazzo Serbelloni, a Milano. Il soggiorno quasi decennale presso questa famiglia dell'aristocrazia permise al Parini di entrare in contatto diretto con le idee dei lumi e di poter osservare da vicino la vita degli aristocratici

Dopo aver compiuto al meglio gli studi ecclesiastici, il giovane Parini fu ordinato sacerdote il 14 giugno 1754, dopo una decisione presa principalmente per poter entrare in possesso dell'eredità della prozia. Le risorse economiche ereditate dall'anziana parente, però, risultarono troppo scarse per farlo vivere in modo dignitoso, il che costrinse il giovane chierico a richiedere l'aiuto del canonico Agudio e poi dell'abate Soresi, che lo sosterrà nell'entrare al servizio del duca Gabrio Serbelloni come precettore del figlio Gian Galeazzo. L'incarico presso il giovane Serbelloni occuperà Parini fino al 1760, ma questi continuerà a risiedere a Palazzo Serbelloni, senza rivestire un ruolo particolare, soprattutto per volere dell'autorevole padrona di casa, la duchessa Maria Vittoria Ottoboni Boncompagni di Fiano.
Il servizio a casa Serbelloni durò, infatti, dal 1754 fino al 1762 e, pur non dandogli la sicurezza economica tanto desiderata, lo mise a contatto con persone di elevata condizione sociale e di idee aperte, a partire dalla duchessa Vittoria che leggeva Rousseau e Buffon, con padre Soresi che sosteneva con ardore le riforme in campo scolastico, col medico di casa, Giuseppe Cicognini - in seguito direttore della facoltà di Medicina di Milano - che sosteneva il dovere morale di allargare le cure anche a coloro che per pregiudizio avevano mali considerati effetto di colpa.
Nel 1752, sempre grazie alla modesta rendita della prozia, il giovane chierico pubblicò una prima raccolta di rime, Alcune poesie di Ripano Eupilino, sotto forma di novantaquattro componimenti di carattere sacro, profano, amoroso, pastorale e satirico, che risentono della sua prima formazione culturale e soprattutto dello spirito bernesco. Da questi versi semplici e non encomiastici, emerge l'immagine di un giovane ancora socialmente e intellettualmente isolato, che non conosce i dibattiti dell'ambiente lombardo ma che è ancora rivolto all'ambito dell'Accademia dell'Arcadia e del classicismo cinquecentesco. Sempre in questo periodo scrisse, per i Trasformati, una polemica letteraria contro i Pregiudizi delle umane lettere (1756) del padre Alessandro Bandiera con il titolo Due lettere intorno al libro intitolato "I pregiudizi delle umane lettere" e nel 1760 una nuova polemica letteraria contro i "Dialoghi della lingua toscana" del padre barnabita Onofrio Branda.
Intanto in casa Serbelloni il Parini osservava la vita della nobiltà in tutti i suoi aspetti ed ebbe così modo di assorbire e rielaborare alcune nuove idee che arrivavano dalla Francia di Voltaire, Montesquieu, Rousseau, Condillac e dell'Encyclopédie, che influenzarono gli scritti di questo periodo, al quale risalgono, tra gli altri, il Dialogo sopra la nobiltà (1757), le odi La vita rustica (che sarà pubblicata solamente nel 1790 nelle Rime degli Arcadi con lo pseudonimo di Darisbo Elidonio), La salubrità dell'aria (1759), che affronta come la precedente l'opposizione città-campagna, ma con uno stile completamente nuovo, e La impostura (1761).
Secondo quanto riportato dalle fonti storiche, Parini fu iniziato nella Loggia massonica milanese "L'Oriente" nel 1759, all'età di circa 30 anni. Parini non fece mai segreto della sua appartenenza alla Massoneria, e anzi, nella sua opera letteraria più celebre, il poemetto "Il Giorno" pubblicato nel 1763, vi sono alcuni riferimenti simbolici alla Massoneria. Amico personale di Paola Litta, insieme alla classe riformatrice di Milano, frequentò il prestigioso salotto letterario collegato alla loggia "La Concordia", affiliata all'Oriente lombardo.
Nell'ottobre del 1762, per aver difeso la figlia del compositore e maestro di musica Giovanni Battista Sammartini che era stata schiaffeggiata dalla duchessa in uno scatto d'ira, fu licenziato. Abbandonata casa Serbelloni, fu presto accolto dagli Imbonati come precettore del giovane Carlo, al quale il poeta dedicherà, nel 1764, l'ode L'educazione.

### Il poemettoIl Giornoe la protezione di Firmian
Nel marzo del 1763, incoraggiato dagli amici del gruppo dell'Accademia e dal conte Firmian, pubblicò, anonimo, presso lo stampatore milanese Agnelli, Il Mattino (prima parte del poemetto chiamato appunto Il Giorno), che fu accolto favorevolmente dalla critica e soprattutto dal Baretti che, nel primo numero della rivista La frusta letteraria, uscito il 1º ottobre 1763, dedicò una critica positiva all'opera. Nel 1765 uscì, ancora anonimo, il secondo poemetto, Il Mezzogiorno, che ottenne parimenti dai critici un giudizio positivo, tranne che da Pietro Verri su Il Caffè.
I due poemetti, con la satira della nobiltà decaduta e corrotta, richiamarono l'attenzione sul Parini e nel 1766 il ministro du Tillot lo chiamò per ricoprire la cattedra di eloquenza presso l'Università di Parma, cattedra che egli rifiutò nella speranza di poterne ottenere una a Milano. Nel 1768 la fama acquisita gli procurò la protezione del governo di Maria Teresa d'Austria, che era rappresentato in Lombardia dal conte Carlo Giuseppe di Firmian, il quale, intuendo le sue potenzialità poetiche, lo nominò nel 1768 poeta ufficiale del Teatro Regio Ducale e lo incaricò di adattare per la scena lirica la tragedia Alceste di Ranieri de' Calzabigi.
Nello stesso anno il conte gli affidò la direzione della «Gazzetta di Milano», organo ufficiale del governo austriaco, e nel 1769 la cattedra di eloquenza e belle arti presso le Scuole Palatine, cattedra che conservò fino al 1773, con il titolo di "Principi generali di belle lettere applicati alle belle arti", anche quando quelle scuole si trasformarono nel Regio Ginnasio di Brera.

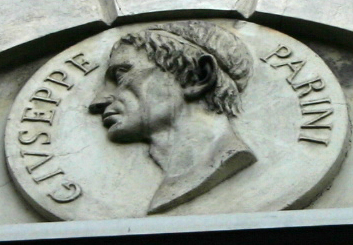
Medaglione di Giuseppe Parini sulla casa di Cesare Beccaria a Milano

Tra il 1770 e il 1771, Parini scrisse il testo delle feste teatrali l'Amorosa incostanza e l'Iside salvata, in occasione di due cerimonie di corte, e la serenata pastorale Ascanio in Alba per le nozze dell'arciduca Ferdinando d'Austria con Maria Beatrice d'Este, che verrà successivamente musicata da Mozart e rappresentata per la prima volta al Teatro Regio Ducale di Milano il 17 ottobre 1771. Tradusse dal francese la tragedia Mithridate di Racine denominandola Mitridate, re di Ponto, che Mozart musicò, sulla base del libretto scritto da Vittorio Amedeo Cigna-Santi, ricavandone l'opera omonima, rappresentata per la prima volta sempre al Teatro Regio Ducale il 26 dicembre 1770.
Nel 1771 tradusse, in collaborazione con alcuni "Accademici trasformati" tra cui il Verri, una parte del poemetto La Colombiade, pubblicato da Anne Marie Du Boccage. Nel 1774 fece parte di una commissione istituita per proporre un piano di riforma delle scuole inferiori e dei libri di testo e intanto si dedicò alla composizione de Il giorno e delle Odi. Nel 1776 gli venne concessa una pensione annua dal papa Pio VI e fu nominato ordinario della Società patriottica istituita da Maria Teresa per l'incremento dell'agricoltura.

### La composizione delle Odi
(Giuseppe Parini, Odi, La salubrità dell'aria)
Con il nome di Darisbo Elidonio entrò nel 1777 a far parte dell'Accademia dell'Arcadia, proseguendo intanto nella composizione delle odi: La salubrità dell'aria, L'educazione, L'evirazione, La vita rustica, L'innesto del vaiuolo (dette "Odi illuministe"), La laurea (1777), Le nozze (1777), Brindisi (1778), La caduta, In morte del maestro Sacchini, Al consigliere barone De Marini (1783-1784), Il pericolo (1787), La magistratura (1788), Il dono (1789).
Nel 1791 il Parini fu nominato Soprintendente delle Scuole pubbliche di Brera e scrisse l'ode La gratitudine. Nello stesso anno furono pubblicate ventidue delle sue odi con il titolo Odi dell'abate Parini già divolgate. Le ultime due parti del "Giorno", il Vespro e la Notte, pur risultando promesse in una lettera al Goldoni, saranno invece pubblicate postume.
Le "odi illuministe" sono tra le più originali, in quanto ricche di termini appartenenti al lessico specifico della scienza; talvolta riportano particolari anche scabrosi, con l'intento di educare i lettori su temi di scottante attualità, come l'inquinamento cittadino ("La salubrità dell'aria") o la prevenzione delle epidemie grazie ai progressi della scienza ("L'innesto del vaiuolo"). Per quanto siano argomenti tradizionalmente non poetabili, Parini, con un'abilità tutta settecentesca, riesce nell'intento di elevare gli argomenti più concreti a materia d'arte, cristallizzandoli in versi di inusitata accuratezza. In questo si riscontra l'influenza della poetica del sensismo.

### Gli ultimi anni e la morte

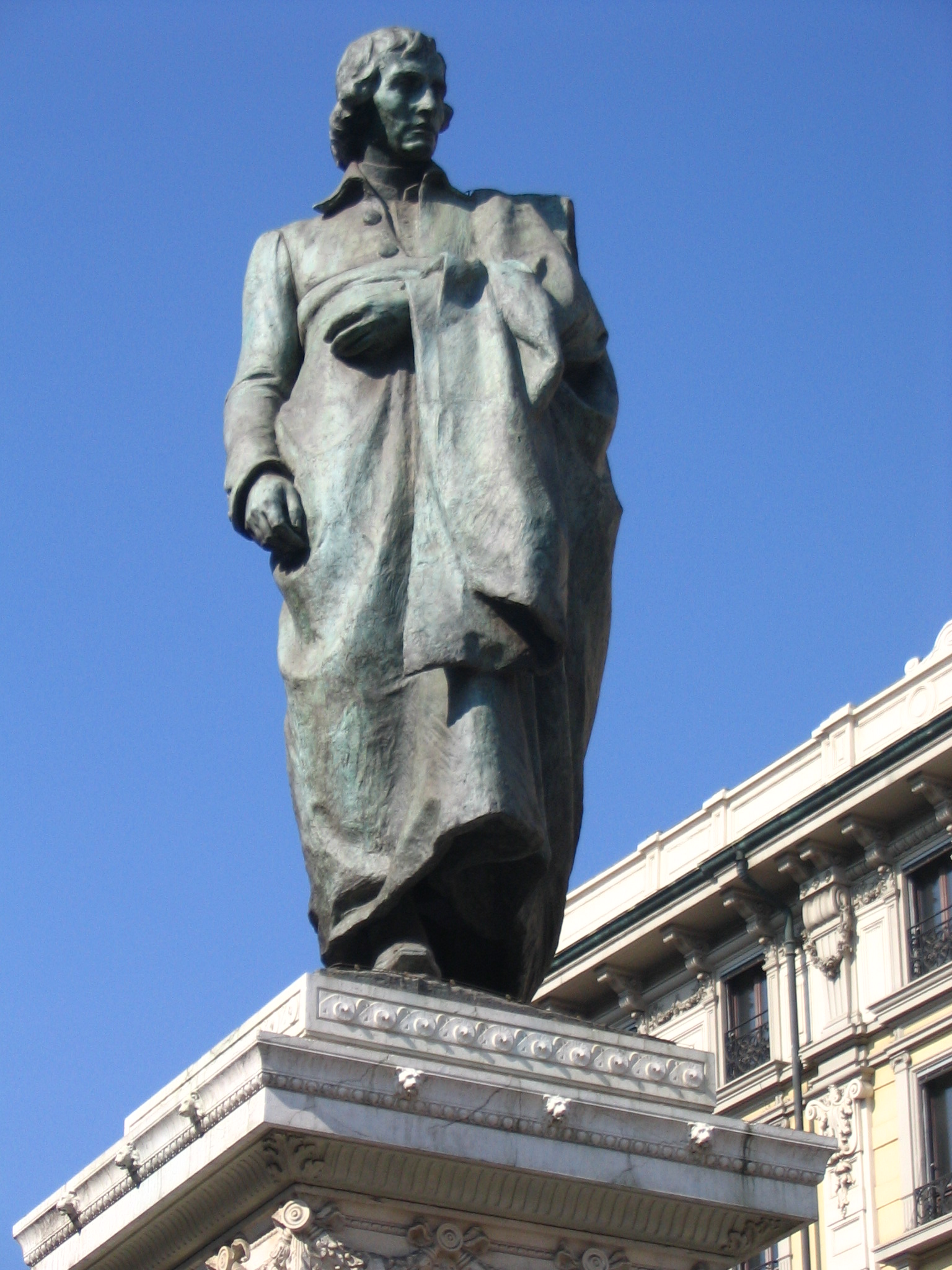
Monumento a Giuseppe Parini a Milano

Tra il 1793 e il 1796, ospite del suo amico marchese Febo D'Adda, scrisse altre odi (Il messaggio, Alla Musa, la  Musica) e quando i francesi di Bonaparte occuparono Milano, seppure con riluttanza, entrò a far parte della Municipalità per tre mesi, rappresentando, insieme a Pietro Verri, la tendenza più moderata. Presto egli smise di partecipare alle assemblee della Municipalità e poco dopo venne destituito dalla carica.
Come appare nel frammento dell'ode A Delia, scritta tra il 1798 e il 1799, il poeta è avverso alla guerra e alla violenza e rifiuta la richiesta di una "ragguardevole donna" che voleva da lui un'esaltazione poetica delle vittorie francesi perché non poteva cantare "i tristi eroi" e "la terra lorda/ di gran sangue plebeo".
Il poeta si spense nella sua abitazione di Brera il 15 agosto 1799, a pochi mesi di distanza dall'entrata degli austro-russi a Milano, dopo aver dettato il famoso sonetto Predàro i Filistei l'arca di Dio, nel quale condannava duramente i francesi, ma allo stesso tempo, pur salutando il loro ritorno, lanciava un severo ammonimento anche agli austriaci.
(Giuseppe Parini, Predàro i filistei l'arca di Dio)
Venne sepolto a Milano nel cimitero della Mojazza, fuori Porta Comasina con funerali molto semplici come egli stesso aveva voluto nel suo testamento:
Nel carme Dei sepolcri, scritto nel 1806, Ugo Foscolo ricorda che il Parini ora giace ingiustamente senza tomba; le ossa del grande poeta si trovano nella desolata campagna, forse mescolate a quelle di un ladro che ha scontato i suoi crimini sul patibolo.
che lasciò sul patibolo i delitti.
Senti raspar fra le macerie e i bronchi
la derelitta cagna ramingando
su le fosse e famelica ululando;
e uscir del teschio, ove fuggia la luna,
l'úpupa, e svolazzar su per le croci
sparse per la funerëa campagna
e l'immonda accusar col luttüoso
singulto i rai di che son pie le stelle
alle obblïate sepolture. Indarno
sul tuo poeta, o Dea, preghi rugiade
dalla squallida notte. Ahi! su gli estinti
non sorge fiore, ove non sia d'umane
lodi onorato e d'amoroso pianto.»
Nel 1855 lo scrittore Ignazio Cantù, nel suo "Milano, nei tempi antico, di mezzo e moderno: Studiato nelle sue vie; passeggiate storiche" scrive:
JOSEPH PARINI POETA

HIC QUIESCIT

INGENUA PROBITATE

EXQUISITO JUDICIO

POTENTI ELOQUIO CLARUS

LITERAS ET BONAS ARTES

PUBLICE DOCUIT AN. XXX

V AN LXX

PLENOS EXTIMATIONIS ET GRATIÆ

OB. AN. MDCCXCIX»

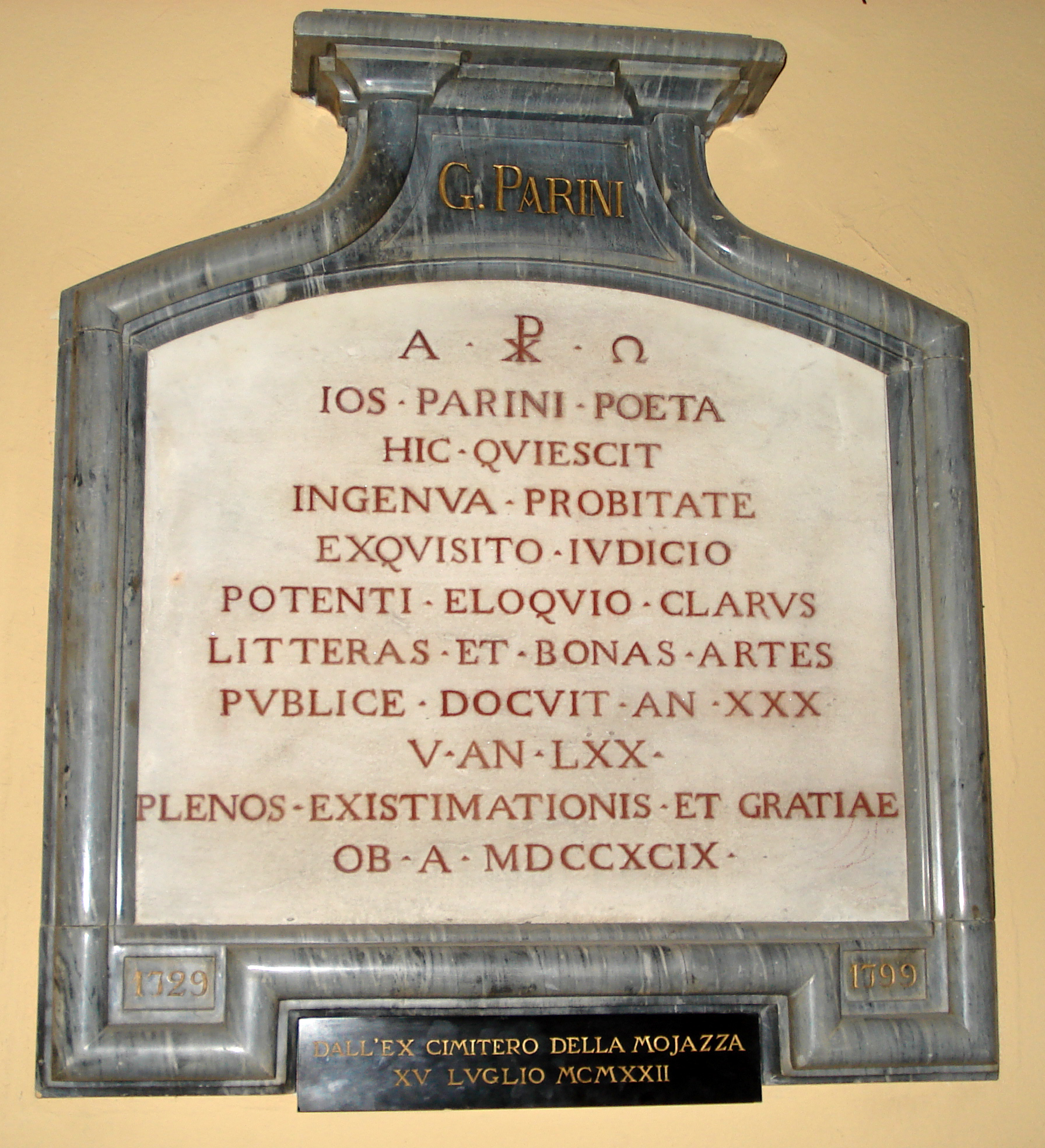
Lapide tombale di Giuseppe Parini
Biblioteca di Brera

Si tratta dell'epitaffio (ancora oggi esistente) che era stato posto sulla tomba del Parini nel giorno delle esequie dall'amico Calimero Cattaneo, abate e professore di rettorica presso Brera, fra i pochi presenti ai funerali del poeta.

## La satira
La satira di Parini è collegata alla storia dell'arte e ad Orazio, li interpretò entrambi, nel caso di Orazio perché ne fece delle traduzioni, anzi, è stato scritto che, ad esempio, mentre il «Monti tradusse da tutti, Parini da uno solo, da Orazio; (...) Ma più che da tutti tradusse dai pittori, che era certo per lui (...) il miglior mezzo per trovar l'eccitamento al comporre, (...). Di qui il suo grande amore per Vasari (...). E tra le sue prose vi sono i Soggetti e appunti per le pitture decorative» e il Discorso sopra le caricature. In quest'ultima opera «la tradizione figurativa della caricatura e quella letteraria trovano il loro giusto punto di confluenza concorrendo a un risultato di indubbio interesse».

## Critica
(Francesco De Sanctis, Giuseppe Parini, in «Nuova antologia», settembre 1871.)
Nella storia della critica si è assistito ad una distinzione nell'opera del Parini tra i contenuti civili, politici e morali della sua letteratura (più legati agli ideali illuministici) e gli aspetti stilistici e poetici (più legati alla tradizione arcadica). Francesco de Sanctis insieme alla critica romantica esalta il primo aspetto in contrasto all'edonismo della letteratura barocca, indicando il Parini come «il primo poeta della nuova letteratura che sia anche uomo, cioè che abbia dentro di sé un contenuto vivace e appassionato, religioso, politico e morale» e sentenziando: «in lui l'uomo valeva più che l'artista». Al contrario, Giosuè Carducci si concentra sui valori artistici e poetici dell'opera del Parini, lodandolo come il prosecutore della tradizione letteraria dell'Arcadia.
Gli studi successivi hanno tuttavia evidenziato come questa apparente ambiguità dell'opera del Parini, da una parte intenta a perseguire valori civili in ossequio all'ideale illuminista, dall'altra attenta agli aspetti letterari della tradizione, sia conciliabile considerando il percorso letterario dell'autore, che dopo un primo slancio legato alla battaglia illuministica avrebbe maturato una posizione più moderata in direzione neoclassica, frutto in parte della delusione storica. Anche l'atteggiamento ambiguo nei confronti del mondo nobiliare, valutato da un lato in modo critico ma guardato con un certo compiacimento, mostrerebbe in realtà un segreto amore per quel mondo elegante e raffinato.
È stato definito da Giacomo Leopardi il "Virgilio della moderna Italia".

## Il pensiero di Parini
Il pensiero del Parini si collega all'Illuminismo per alcuni aspetti:
- il principio di eguaglianza originaria degli uomini;
- gli ideali dell'umanitarismo e del solidarismo sociale;
- la critica verso la religiosità ipocrita;
- la condanna della guerra di religione e dei metodi dell'Inquisizione;
- la condanna della degenerazione della nobiltà;
- l'apprezzamento delle scoperte scientifiche.

Ma Parini rifiuta altri aspetti dell'Illuminismo:
- il materialismo e il libertinismo;
- l'ateismo e gli atteggiamenti antiecclesiastici;
- la considerazione della borghesia come classe sociale preminente in sostituzione dell'aristocrazia;
- le teorie anticlassiciste.

## Opere

### Opere poetiche
- Alcune poesie di Ripano Eupilino
- Dialogo sopra la nobiltà
- Il giorno
- Odi
- manoscritto ambrosiano III,4

### Opere teatrali
- Amorosa incostanza
- Iside salvata
- Ascanio in Alba